# Американски икономически преглед
„Американски икономически преглед“ (на английски: American Economic Review, съкратено AER) е рецензирано списание за икономика.
Излиза за първи път през 1911 г. Списанието се издава в Питсбърг, щата Пенсилвания, САЩ, 4 пъти годишно от Американската икономическа асоциация.
Смятано е за едно от най-престижните списания в икономиката. Редактор е Робърт А. Мофит от университета „Джонс Хопкинс“. Предишният редактор е Бен Бернанке.